# Ebrechtella margaritacea
Ebrechtella margaritacea är en spindelart som först beskrevs av Simon 1909.  Ebrechtella margaritacea ingår i släktet Ebrechtella och familjen krabbspindlar.
Artens utbredningsområde är Vietnam. Inga underarter finns listade i Catalogue of Life.